# گلومرولونفریت پرولیفراتیو حاد
سندرم گلومرولونفریت پرولیفراتیو حاد (به انگلیسی: Acute glomerulonephritis) یا گلومرولونفریت پست‌استرپتوکوکی نوعی بیماری است که با آدم، ادرار خونی، دفع پروتئین، وافزایش فشار خون به طور ناگهانی همراه است. این بیماری نمونه‌ای از سندرم نفریتیک حاد است، در سندرم نفریتیک حاد گلومرول ثانویه به مکانیسم ایمنولوژی دچار التهاب می‌شود.
گلومرونفریت پس از عفونت استرپتوکوکی(به انگلیسی: Acute poststreptococcal glomerulonephritis (APSGN)) معمولاً چند روز بعد از ابتلا به یک عفونت پوستی یا عفونت حلق توسط رده استرپتوکوک بتا همولیتیک گروه آ ایجاد می‌شود.